# Svensktoppen 1967

## Årets Svensktoppsmelodier 1967
| Nr | Artist                                 | Titel                         | Poäng | Antal veckor |
| -- | -------------------------------------- | ----------------------------- | ----- | ------------ |
| 1  | Jan Malmsjö                            | En sång en gång för längesen  | 1413  | 33           |
| 2  | Hep Stars                              | I natt jag drömde             | 733   | 17           |
| 3  | Lars Lönndahl                          | Kvällens sista dans           | 629   | 14           |
| 4  | Mats Olin                              | Jag tror på sommaren          | 549   | 12           |
| 5  | Larry Finnegan                         | Maria min vän                 | 470   | 15           |
| 6  | Ann-Louise Hanson & Cornelis Vreeswijk | Jag hade en gång en båt       | 422   | 15           |
| 7  | Robert Broberg                         | Maria Therese                 | 422   | 8            |
| 8  | Country Four                           | Nånstans nångång              | 380   | 11           |
| 9  | Sven-Ingvars                           | Du ska tro på mig             | 351   | 11           |
| 10 | Hootenanny Singers                     | En sång en gång för längesen  | 323   | 8            |
| 11 | Jan Malmsjö                            | Den gamla vanliga visan       | 322   | 11           |
| 12 | Sven-Ingvars                           | Önskebrunnen                  | 320   | 9            |
| 13 | Hep Stars                              | Mot okänt land                | 308   | 11           |
| 14 | Anna-Lena Löfgren                      | Det finns ingenting att hämta | 265   | 11           |
| 15 | Hootenanny Singers                     | Början till slutet            | 265   | 7            |

Kommentarer: Under året infördes det så kallade ”Toppentipset”. Detta var en tävling där lyssnarna via vykort fick gissa hur de 5 nya låtarna skulle placera sig inbördes vid nästkommande veckas omröstning. I samband med att denna tävling infördes bestämdes att antalet nya låtar alltid skulle vara 5 stycken till antalet. Eftersom det totala antalet melodier alltid skulle vara 15 stycken bestämde man att om 2 eller fler låtar placerade sig på tionde plats eller vid nedflyttningsstrecket skulle den äldsta av dessa melodier lämna listan. Denna regeländring gick bland annat ut över både versionerna av En sång en gång för längesen som därmed låg minst en vecka kortare tid än vad som annars skulle ha varit fallet. 
Antal melodier som tog sig in på listan under året var 109 stycken. Detta gav en omsättning på nästan 2,1 nya låtar per vecka i genomsnitt.